# Akie Abe

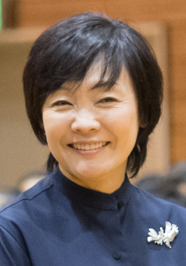
Akie Abe (2017)

Akie Abe (jap. 安倍 昭恵, Abe Akie; * 10. Juni 1962 in Tokio) ist die Witwe des ehemaligen japanischen Premierministers Shinzō Abe.

## Leben
Akie Abe wurde am 10. Juni 1962 als Akie Matsuzaki (松崎 昭恵) in Tokio geboren. Ihr Vater war der Inhaber des Süßwarenherstellers Morinaga Seika, der zu den größten in Japan zählt. Sie besuchte die Schule der Seishin-Frauenuniversität in Tokio, welche zur Gesellschaft vom Heiligen Herzen Jesu gehört. An der Rikkyō-Universität absolvierte sie ein Masterstudium im Social Design. Später arbeitete sie für die Werbeagentur Dentsū.
1987 heiratete sie Shinzō Abe. Nachdem dieser 2006 zum Premierminister gewählt worden war, war sie ein Jahr lang die First Lady von Japan, bis dieser 2007 zurücktrat. Als er 2012 erneut zum Premierminister gewählt wurde, übte sie diesen Posten bis 2020 abermals aus. Seit 2012 betreibt sie in Kanda ein Izakaya.

## Öffentliches Auftreten

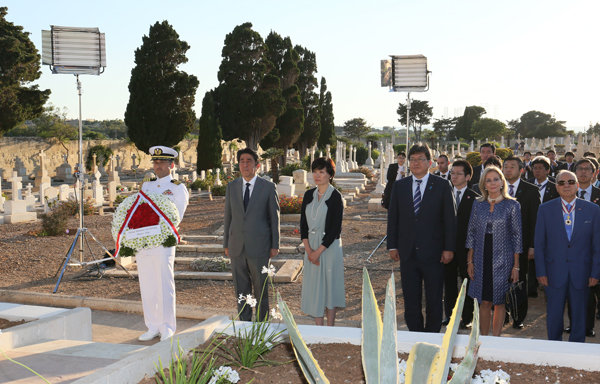
Akie und Shinzō Abe beim Gedenken an die beim Angriff der Österreichischen Marine auf den Zerstörer Sakaki im Juni 1917 gefallenen japanischen Soldaten (2017)

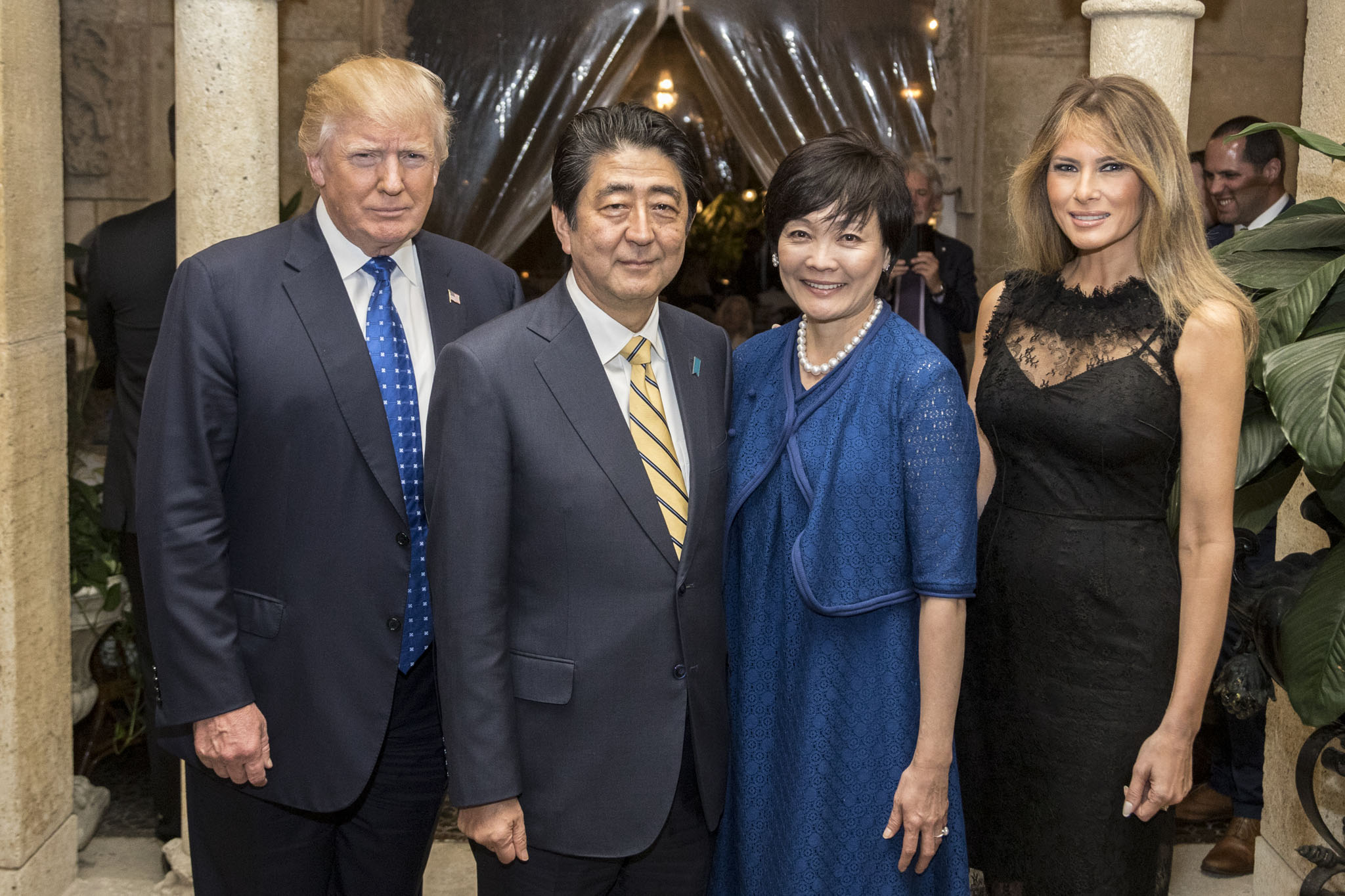
Akie Abe, Shinzō Abe, Donald Trump und Melania Trump in Mar-a-Lago (2017)

Akie Abe ist in der Öffentlichkeit für die oft von der ihres Gatten abweichenden Vertretung der eigenen Meinung bekannt und bezeichnet sich selbst als „häusliche Opposition“. Beispielsweise unterstützt sie die Anti-Atomkraft-Bewegung und interessiert sich für die koreanische Kultur. Außerhalb offizieller Staatsangelegenheiten tritt sie meist ohne ihren Gatten auf.
Auf dem sozialen Netzwerk Facebook präsentiert sie regelmäßig Ausschnitte aus ihrem Leben und nimmt zu politischen Angelegenheiten Stellung. Nach eigenen Angaben betreibt sie ihr Profil vollständig selbst. Im August 2016 erregte sie auf diese Weise Aufsehen, nachdem sie das USS Arizona Memorial in Pearl Harbor besichtigt und der Opfer des japanischen Angriffs von 1941 gedacht hatte. Im Mai 2017 verursachte ein Facebook-Beitrag Abes im Zusammenhang mit dem Skandal um das Unternehmen „Kake Gakuen“ (学校法人加計学園 Gakkō Hōjin Kake Gakuen) einen weiteren Eklat, als die Massenmedien ein von ihr im Dezember 2015 mit dem Kommentar „Die Intrigen der Männer“ (男たちの悪巧み Otokotachi no warudakumi) hochgeladenes Foto entdeckten, welches Shinzō Abe und dessen Freund Kōtarō Kake beim Trinken von Champagner zeigt. Das Bild entwickelte sich folglich als weiteres Indiz dafür, dass sich Shinzō Abe und Kake sehr nahestehen.
Zusätzlich berichteten im Frühjahr 2017 japanische Medien, Abe und ihr Gatte seien in einen Skandal um den ultranationalistisch ausgerichteten Schul- und Kindergartenbetreiber „Moritomo Gakuen“ (学校法人森友学園 Gakkō Hōjin Moritomo Gakuen) verwickelt. Dieser habe, auf Wunsch Shinzō Abes hin, zum Bau einer ultranationalistischen Grundschule erhebliche Rabatte auf einen Grundstückpreis in Osaka erhalten. Als offiziellen Grund für die Rabatte nannte die Regierung den vergifteten Grundstücksboden, den der Schulbetreiber selbst dekontaminieren müsse. Zudem spendete Akie Abe nach Angaben des Schulbetreibers diesem eine Million Yen und sollte als Ehrendirektorin der Schule fungieren. Shinzō Abe leugnete jegliche Einmischung in den Bau der Schule und versprach während einer Parlamentsdebatte, er werde als Premierminister zurücktreten, sollten er oder Akie Abe in den Skandal verwickelt sein. Im April 2017 tauchten auf der eigens für diesen Skandal eingerichteten Internetseite „Akieleaks“ Videoaufnahmen einer Rede vom September 2015 auf, in denen Akie Abe die in dem von Moritomo betriebenen „Tsukamoto-Kindergarten“ (塚本幼稚園 Tsukamoto Yōchien) angewendeten Erziehungsmethoden lobt und zudem behauptet, dass die Kritik Chinas und Südkoreas bezüglich der Besuche japanischer Premierminister beim Yasukuni-Schrein unangemessen sei. Zuvor waren bereits Aufnahmen eines Besuchs Abes beim Tsukamoto-Kindergarten im April 2014 aufgetaucht, welche sie von einer Bitte der Kinder, sie und ihr Gatte mögen Japan vor den „Waffen Chinas“ beschützen, emotional berührt zeigen.

## Soziales Engagement
Abe ist als Befürworterin der LGBT bekannt und setzt sich für deren Rechte ein. Zudem engagiert sie sich für mehr Frauenrechte und fordert mehr Freiheit und weniger Druck in der Ehe. Für ihre Entscheidung, gegen den Willen ihres Mannes kein Kind zu adoptieren, das die Abe-Familie aufrechterhalten sollte, erntete sie viel Lob. Darüber hinaus gründete sie eine Akademie, in der sie Vorträge hält und Frauen sich über gemeinsame Herausforderungen in Familie, Ehe, Kindererziehung und Beruf austauschen können.